# 食科学大学
食科学大学（しょくかがくだいがく、イタリア語: Università degli Studi di Scienze Gastronomiche、英語名称: The University of Gastronomic Sciences、略称: UNISG）は、イタリア共和国北西部のピエモンテ州ブラ市郊外、ポッレンツォ (Pollenzo) に所在する大学。
スローフード協会のイニシアチヴのもとに開設された大学で、「スローフード大学」とも通称される。

## 歴史
食科学大学は「食科学」（ガストロノミック・サイエンス）を専門とする、世界で初めての大学である。
スローフード協会の創設者であるカルロ・ペトリーニの考案とイタリアの２つの州、エミーリア・ロマーニャ州とピエモンテ州の協力により生まれた。
この大学のために委員会が2003年1月27日に設立され、食科学大学後援協会（Associazione Amici dell'Università di Scienze Gastronomiche）として2003年9月25日にMIUR(Ministero dell'Istruzione, Università e Ricerca:大学・科学技術研究省)より公式な認定を受ける。
2004年10月4日、2004/2005学年度として、コースが始まる。
2005年4月15日、MIURより食科学学部・農業化学の学位課程を持つ私立大学として法律的に認定を受ける。2005年5月9日、官報において公布。
自治機関であり、利益を目的としないこの食科学大学後援協会（Associazione Amici dell'Università di Scienze Gastronomiche）は組織と経済の問題に従事する。この協会は協会会員（大学の目的に貢献する公・私の機関）の会合と重役会議によって運営されている。この会員の中には発起人である、スローフード協会、エミーリア・ロマーニャ州とピエモンテ州も含まれている。
私の機関はプロジェクトにおいて重要な役割を共有している。この機関はまた、理念を持ち、刺激を与え、財政や組織の必要不可欠である側面についても対策を講じ貢献している。
農業における新しい道、生物多様性の研究と維持、そしてガストロノミーと農業化学のつながりのために育成と研究の国際研究所を創ることが目的である。

## 組織
ポッレンツォの食科学大学は大学のキャンパスとして組織されている。年間の寮費の中にはポッレンツォの機関のレストランでの食費、ポッレンツォから5キロ離れたブラ（Bra）に大学があらかじめ家具等を整えたアパートの費用、本・教材の供給費、個人のために用意されたノートパソコン（Mac）・周辺設備そして大学・アパートでのインターネット環境設備（WiFi）の費用が含まれる。
国際的な大学で、アメリカ合衆国、日本、オーストリア、ドイツ、イギリス、スウェーデン、スイス、トルコ、メキシコ、コスタリカ、ウクライナ、パレスティナ等、例を挙げきれないほどの国々から生徒が集まっている。
講義は英語とイタリア語で行われ、1学年の始めに外国人のためのイタリア語の授業、イタリア人のための英語の授業がある。
大学の授業の一環として年に数回、1週間、もしくは2週間の研修期間（課外授業）がワイン・ガストロノミーの分野の関係者（生産者、経営者など）のもとでイタリア国内、また海外において企画されている。
大学の職員であるチューターが生徒と大学をつなぐ重要な役割を担っている。さらに彼らは課外授業の企画や監督の重要な職務を受け持っている。

## 主な教員
食、栄養学のみならず経済や哲学など、各専門分野の教師が常駐している。